# Danièle Hoffman-Rispal
Pour les articles homonymes, voir Hoffman et Rispal.
Danièle Hoffman-Rispal, née le 22 juin 1951 à Paris et morte le 16 avril 2020,, est une femme politique française membre du Parti socialiste, députée et conseillère de Paris.

## Biographie

### Jeunesse
Née à Paris dans le quartier du Sentier dans le 2e arrondissement, de parents ayant quitté la Pologne, Danièle Hoffman-Rispal devient vendeuse puis comptable dans un atelier de fabrication de chapeaux du quartier Beaubourg.

### Carrière politique
À partir de 1974, elle milite au parti socialiste.
Élue conseillère de Paris en 1995, elle devient en 2001 adjointe de Bertrand Delanoë pour les personnes âgées.
Elle est élue députée le 16 juin 2002, pour la XIIe législature (2002-2007), dans la 6e circonscription de Paris après l'élimination dès le premier tour du député sortant Georges Sarre (MRC).
Elle fait partie du groupe socialiste. Elle est réélue en 2007 avec 69 % des voix, le meilleur score des députés socialistes.
À la suite de l’accord PS-EELV de 2011, le parti socialiste lui demande de céder la place à Cécile Duflot pour les élections législatives de juin 2012, ce qu'elle conteste. Après avoir envisagé de maintenir sa candidature, elle cède aux pressions de son parti, non sans ressentiment à l'égard de « ceux qui [...] ont donné la circonscription de la femme la mieux élue de France aux écologistes ». Elle accepte d'être la suppléante de Cécile Duflot, ce qui lui permet de retrouver son siège de député du 22 juillet 2012 au 2 mai 2014, Cécile Duflot étant alors ministre au sein du gouvernement Ayrault.
Le 16 avril 2014, l’Assemblée nationale, dont elle avait été vice-présidente en 2008-2009, lui rend hommage en applaudissant sa dernière question d’actualité au ministre de la Défense sur les violences sexuelles et le harcèlement des femmes dans l’armée.
À partir de janvier 2015, elle est conseillère au sein de la Délégation interministérielle de lutte contre le racisme et l'antisémitisme (DILCRA).
La même année, elle reçoit des mains de Manuel Valls, alors premier ministre, la Légion d’honneur. 
Pour les élections sénatoriales de 2017, elle est n°8 de la liste PS à Paris.

### Mort

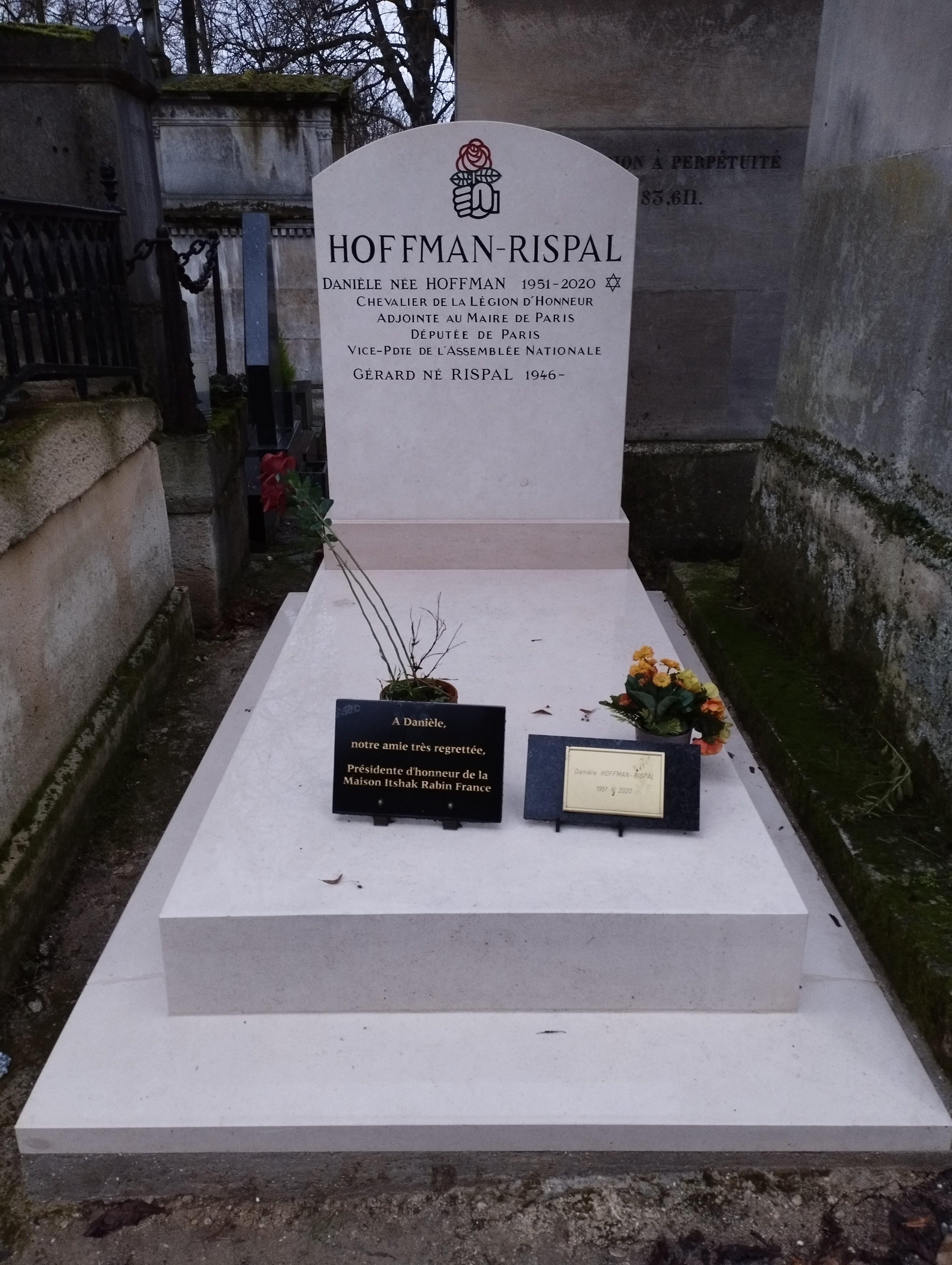
Tombe de Danielle Hoffman-Rispal au cimetière du Père-Lachaise (division 3).

Elle meurt des suites d'un cancer dans la nuit du 15 au 16 avril 2020, à l'âge de 68 ans. Elle est inhumée au cimetière du Père-Lachaise (division 3).

## «Journée de solidarité»
En 2004, Danielle Hoffman-Rispal, alors adjointe au maire de Paris et chargée des personnes âgées, s'élève contre l'instauration de la journée de travail supplémentaire non payée (dite de « solidarité ») en faveur des personnes âgées et handicapées. Ce projet, qui introduit « la notion de travail supplémentaire non rémunéré », est un « « leurre qui ne trompe personne », estime-t-elle. Et de préciser : « Quels sont les syndicats qui accepteront d'entamer des négociations pour fixer les modalités du rétablissement de la corvée ? ».

## Domaine diplomatique
En août 2011, au moment où la France doit se prononcer sur l'admission de la Palestine à l'ONU, Danièle Hoffman-Rispal cosigne avec 110 parlementaires, une « lettre à Nicolas Sarkozy », dans laquelle ce groupe s'oppose à la reconnaissance unilatérale d'un État palestinien à l'ONU. Avec treize autres parlementaires socialistes, Danièle Hoffman-Rispal se démarque ainsi de la position officielle du PS, qui appelle « la France à reconnaître l’État palestinien et à faire tous les efforts possibles pour que l’Union européenne défende cette reconnaissance (à) l'Assemblée générale des Nations unies ». L'argumentaire des 110 parlementaires repose sur l'opposition à ce qui, selon eux, est une « stratégie de contournement des négociations visant à imposer la reconnaissance unilatérale d’un État palestinien lors de la session de septembre [2011] de l’Assemblée générale des Nations unies ».

## Mandats
- 19 juin 1995 - 16 mars 2008 : membre du conseil de Paris (11e arrondissement)
- 19 juin 1995 - 18 mars 2001 : membre du Conseil de Paris
- 19 mars 2001 - 16 mars 2008 : membre du Conseil de Paris
  - 20 mars 2001 - 16 mars 2008 : adjointe au maire de Paris
- juin 2002 - juin 2012 : Députée de la 6e circonscription de Paris
  - Secrétaire de l’Assemblée nationale du 6 octobre 2009 à 2012
- juin 2012 - mai 2014 : Députée de la 6e circonscription de Paris[15]